# Giánnis Goúnaris
Giánnis Goúnaris (en grec Γιάννης Γούναρης) est un footballeur grec 6 juillet 1952 à Thessalonique. Il évoluait au poste de défenseur.

## Biographie

### En club
Au cours de sa carrière en club, il joue 8 matchs en Coupe d'Europe des clubs champions.

### En équipe nationale
International grec, il reçoit 27 sélections en équipe de Grèce entre 1971 et 1983. 
Il joue son premier match en équipe nationale le 18 juin 1971 contre Malte, et son dernier le 5 novembre 1983 contre l'Italie.
Il fait partie du groupe grec lors de l'Euro 1980.

## Carrière

### Joueur
- 1970-1982 :  PAOK Salonique
- 1982-1985 :  Olympiakos

### Entraîneur
- 1989 :  Olympiakos
- 1992 :  PAOK Salonique

## Palmarès
Avec le PAOK Salonique :
- Champion de Grèce en 1976
- Vainqueur de la Coupe de Grèce en 1972 et 1974

Avec l'Olympiakos :
- Champion de Grèce en 1983